# Карденас Айяд, Густаво
Густа́во Ка́рденас Айя́д (исп. Gustavo Cárdenas Ayad; 1 июня 1961, Вальегранде — 31 января 2022, Санта-Крус-де-ла-Сьерра) — боливийский поэт и писатель.

## Биография
Учился в Национальном университете Кордовы. С середины 1980-х публиковал прозу, внёс вклад в обновление жанра рассказа в боливийской литературе; в 1989 году выпустил сборник рассказов «Удар милосердия» (исп. Tiro de gracia). В 1990—1992 гг. соредактор журнала Ventana al cuento (с исп. — «Окно в рассказ»). В 1998—2011 гг. выпустил пять книг стихов. Известен как руководитель поэтических семинаров, сформировавших следующее поколение поэтов региона.
Отец четырёх детей. Умер после тяжёлой болезни, осложнённой последствиями COVID-19.

## Творчество
По мнению Дмитрия Кузьмина, переводившего стихи Карденаса на русский язык, его «аскетичные миниатюры <…> выделяются именно краткостью и прозрачностью, лёгким уклонением от тривиальности, заставляющим прочесть самоочевидное как остранённое».